# Somlószőlős
Somlószőlős ist eine ungarische Gemeinde im Kreis Devecser im Komitat Veszprém.

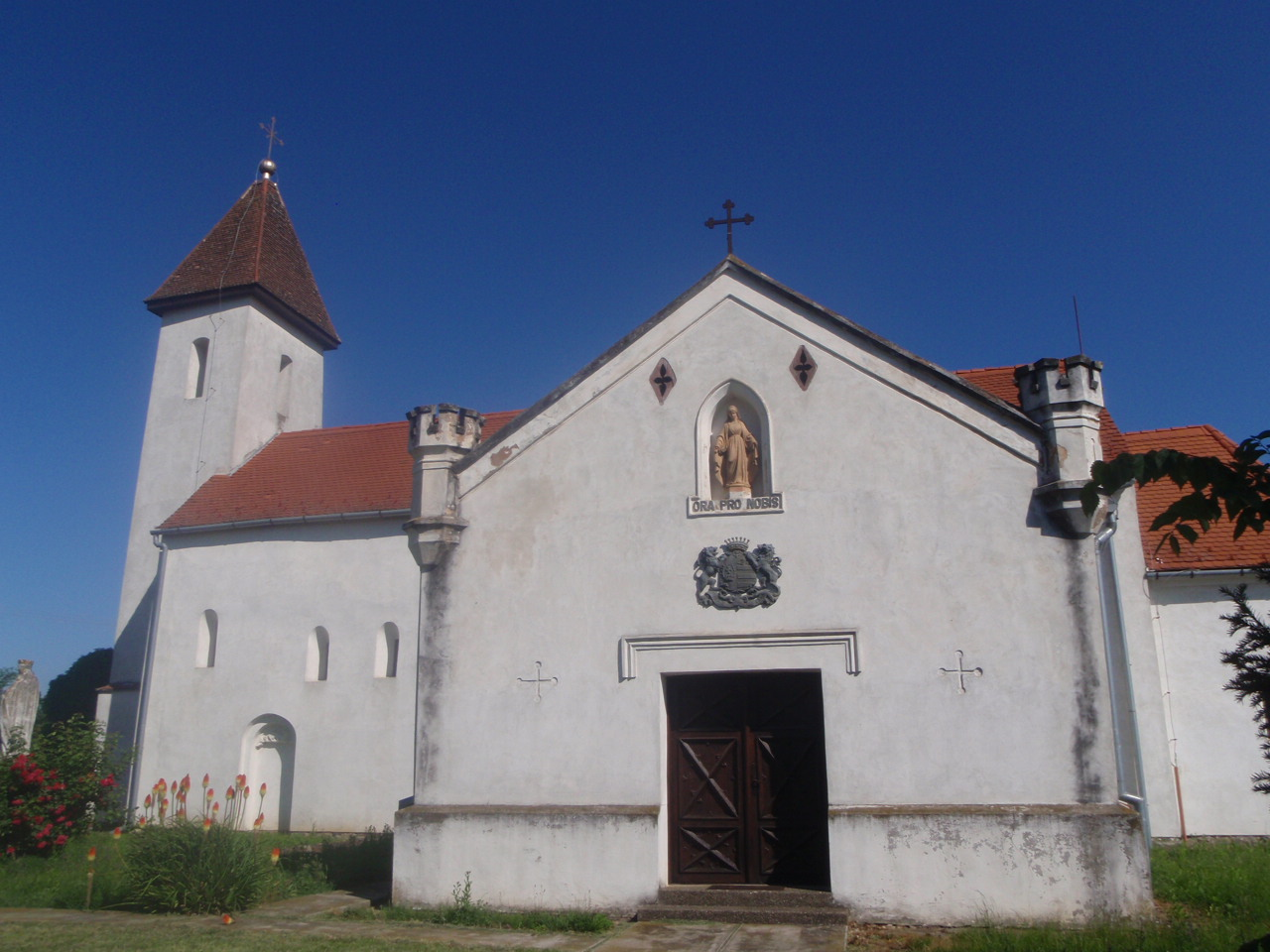
Römisch-katholische Kirche Szent Mihály